# オッコー・ベーレンツ
オッコー・ベーレンツ（Okko Behrends、1939年  - ）は、ドイツの法学者。
1962年にゲッティンゲン大学法学部を卒業。1967年に同大学にて学位取得。1972年に同大学教授資格を取得し、ローマ法を研究。ローマ法、民法、近世私法史の講座を担当する。現在、同大学法学部教授、ローマ法普通法研究所所長。古代ローマの古典期前から古典期にかけてのサヴィニアナとプロクリアナの学派の対立を、ローマ私法の発展にとって重要だったとする。

## 主な邦訳書
- Skript zur Vorlesung Romische Rechtsgeschichte (1999年/2000年)　『歴史の中の民法――ローマ法との対話』河上正二訳、日本評論社、2001年。